# Cazando a un millonario
Cazando a un millonario é uma telenovela venezuelana-americana exibida em 2001 pela Venevisión.

## Elenco
- Diego Bertie - Felipe Castillo
- Fabiola Colmenares - Eva Alonso Petillon
- Yajaira Orta - Asunción Chávez
- Alberto Isola - Francisco 'Paco' Alonso
- Evelin Santos - Valentina Zuloaga Culo
- Fernando de Soria - Wilmer